# Microcaecilia savagei
Microcaecilia savagei é uma espécie de anfíbio da família Siphonopidae. Endêmica da Guiana, onde pode ser encontrada apenas na localidade-tipo na floresta de Iwokrama.